# Kimisis tis Theotokou (Gastouni)

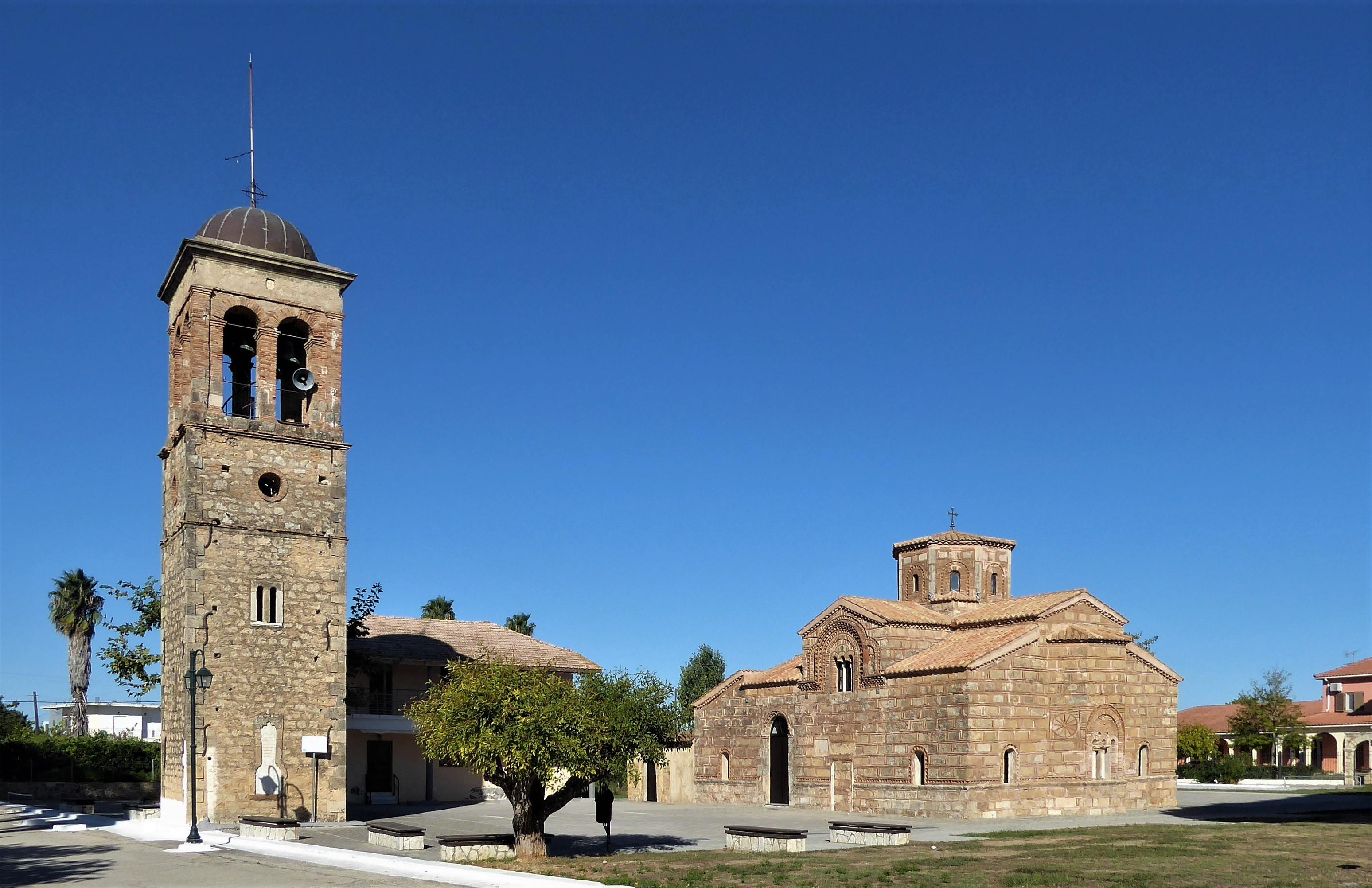
Ansicht der Kirchenanlage

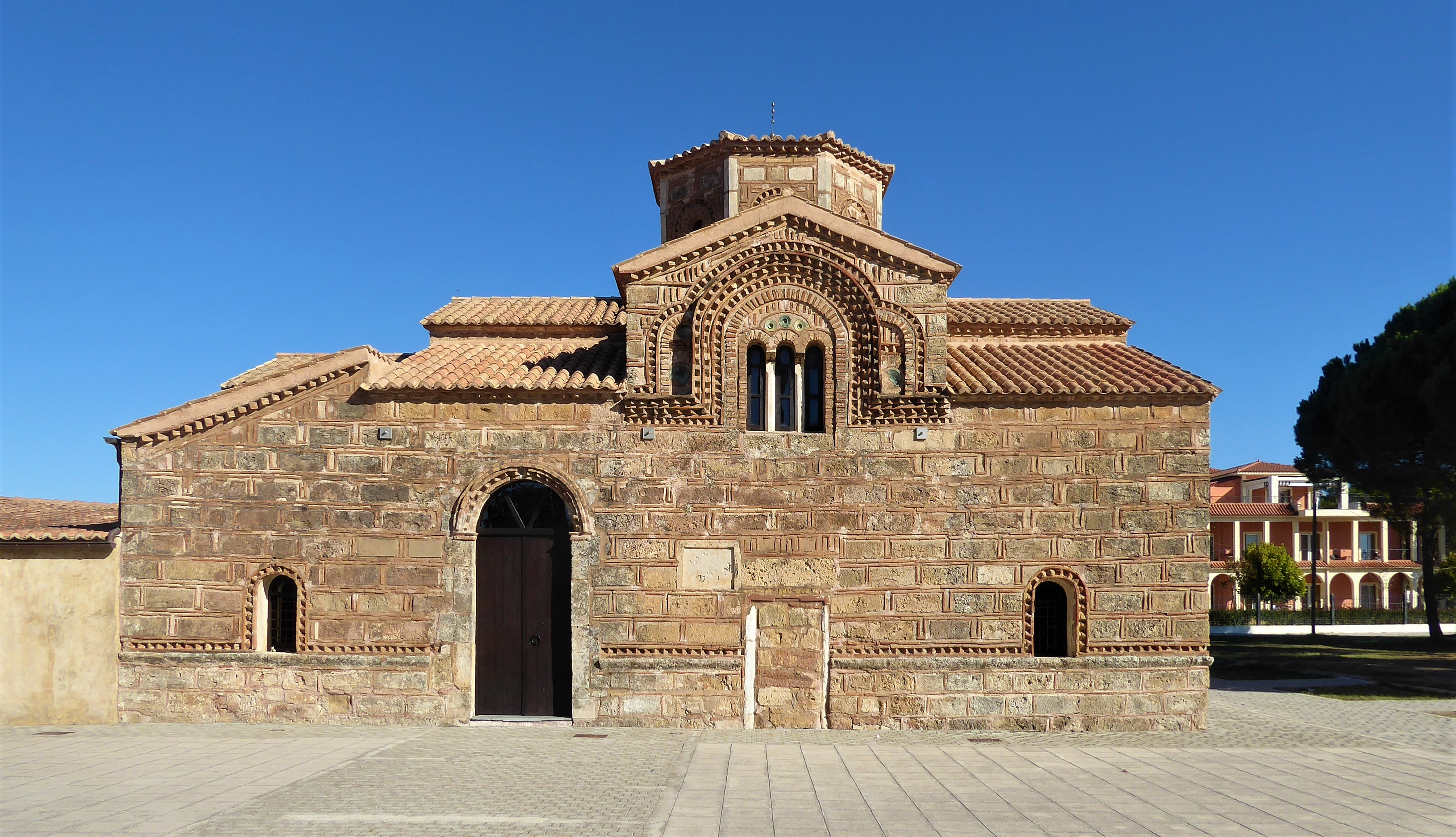
Die Südfassade der Kirche

Kimisis tis Theotokou (griechisch Κοιμήσεως της Θεοτόκου ‚Entschlafung der allheiligen Gottesgebärerin‘) oft auch als Παναγία της Καθολικής Panagia tis Katholikis bezeichnet, ist ein spätbyzantinisches, griechisch-orthodoxes Gotteshaus in Gastouni im Nordwesten der griechischen Halbinsel Peloponnes.

## Lage
Die Kirche liegt direkt an der Straße des südwestlichen Ortsausgangs von Gastouni, dem Verwaltungssitz der Gemeinde Pinios im westgriechischen Regionalbezirk Elis.

## Beschreibung
Die Kreuzkuppelkirche folgt dem zeitgenössischen Bauschema, mit Narthex, achteckigem Tambour und einer dreiseitigen Apsis. Die dreigliedrige Anordnung von Narthex, annähernd quadratischem Naos und Altarraum ist nach Osten orientiert. Die Außenmaße betragen ohne Apsis 19,49 × 10,22 m. Der gesamte Innenraum ist mit Fresken ausgemalt, mindestens drei Schichten sind bekannt. Bei der Bauweise der Außenmauer in Cloisonné-Mauerwerk (πλινθοπερίκλειστο) ist jeder Mauerblock von Tonplatten umrahmt. Ziegelornamentik schmückt die Tür- und Fensteröffnungen.

## Geschichte
Die byzantinische Kirche wurde im letzten Viertel des 12. Jahrhunderts zur Zeit der Komnenen-Dynastie in Konstantinopel errichtet. Eine Inschrift belegt als Spender die sechs Brüder der Familie Kalligopoulos mit ihren Ehefrauen.
Zur Zeit der fränkischen Kreuzfahrerherrschaft im 13. Jahrhundert wurde der orthodoxe Klerus in der Region vertrieben und in den Kirchen der lateinische Ritus eingeführt. Aus dieser Zeit leitet sich auch noch der heutige Ortsname Gastounis ab, da vermutlich der örtliche fränkische Lehensmann den Namen Gaston trug. Ähnlich verhält es sich im benachbarten Andravida, das zu fränkischer Zeit Andreville hieß. Die Marienkirche in Gastouni wurde entgegen anderen bekannten Beispielen durch die Kreuzfahrer nicht umgebaut oder grundlegend verändert. Einziges heutiges Zeugnis ihres Besitzes der Kirche stellt ein vermauerter gotischer Spitzbogen auf der Nordseite der Kirche dar.
In venezianischer Zeit wurden der Kirche im 17. Jahrhundert ein Exonarthex und ein freistehender Glockenturm hinzugefügt. Auch zu dieser Zeit hat die Kirche jedoch ihre byzantinische Gestalt bewahren können.

## Galerie

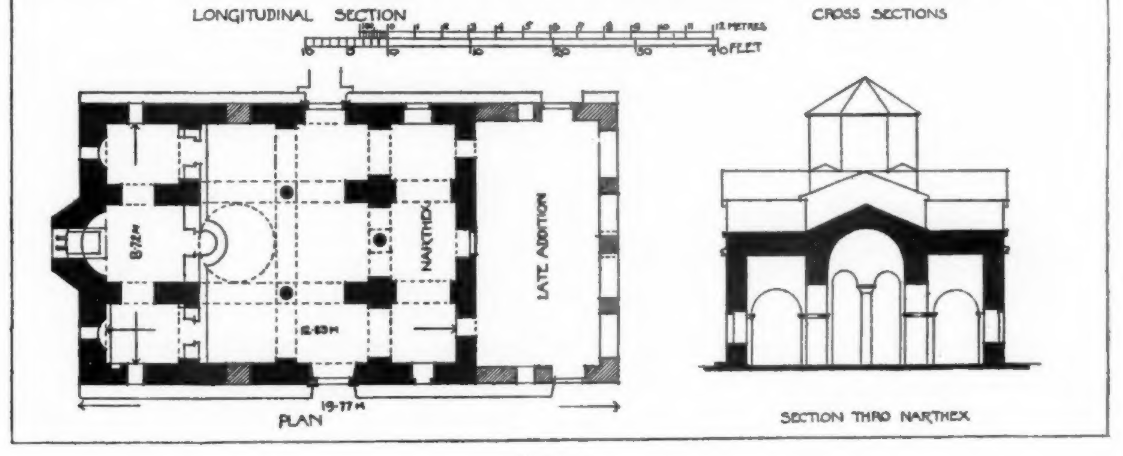
Grundriss und Querschnitt, 1923
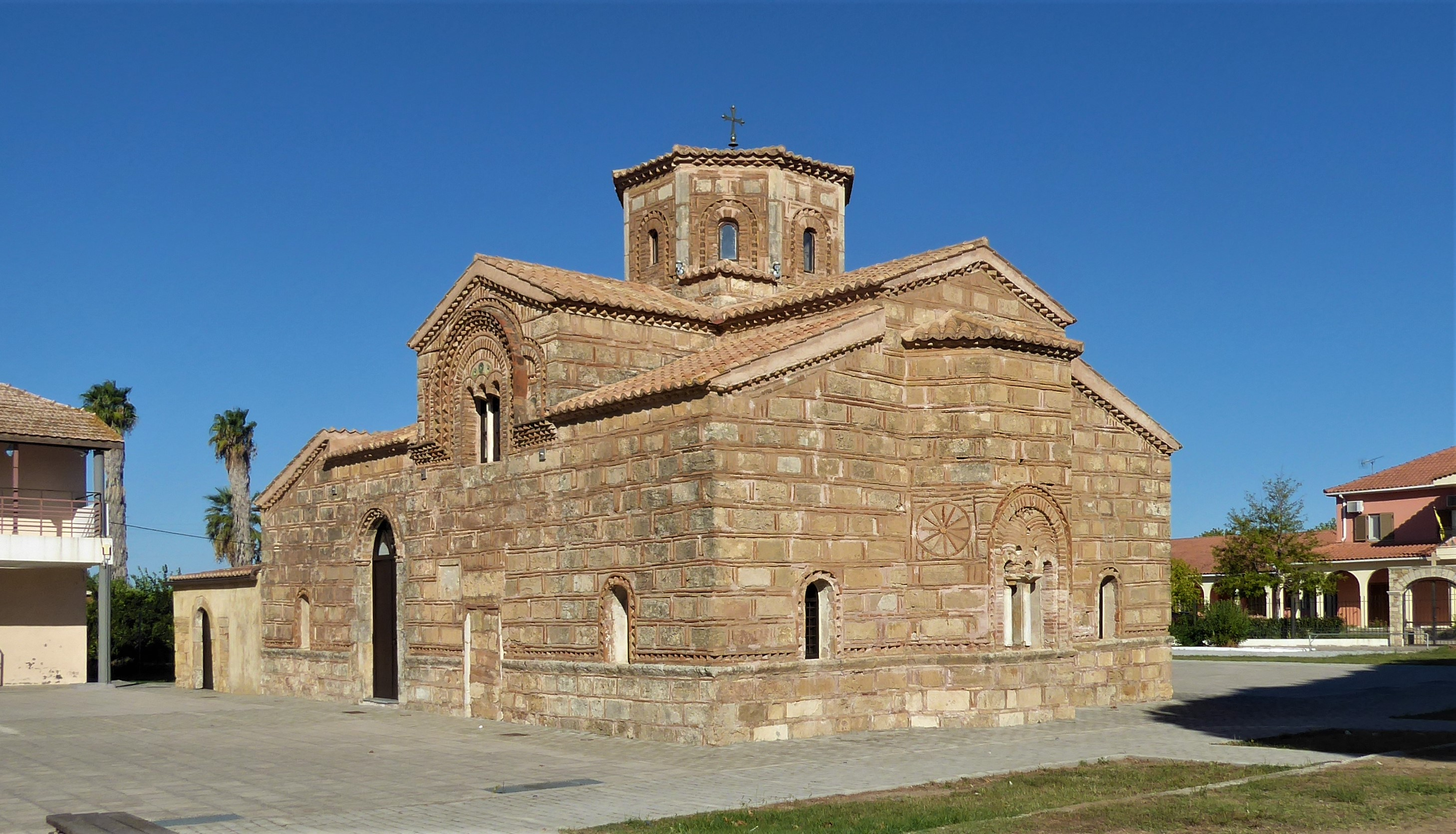
Ansicht von Südosten
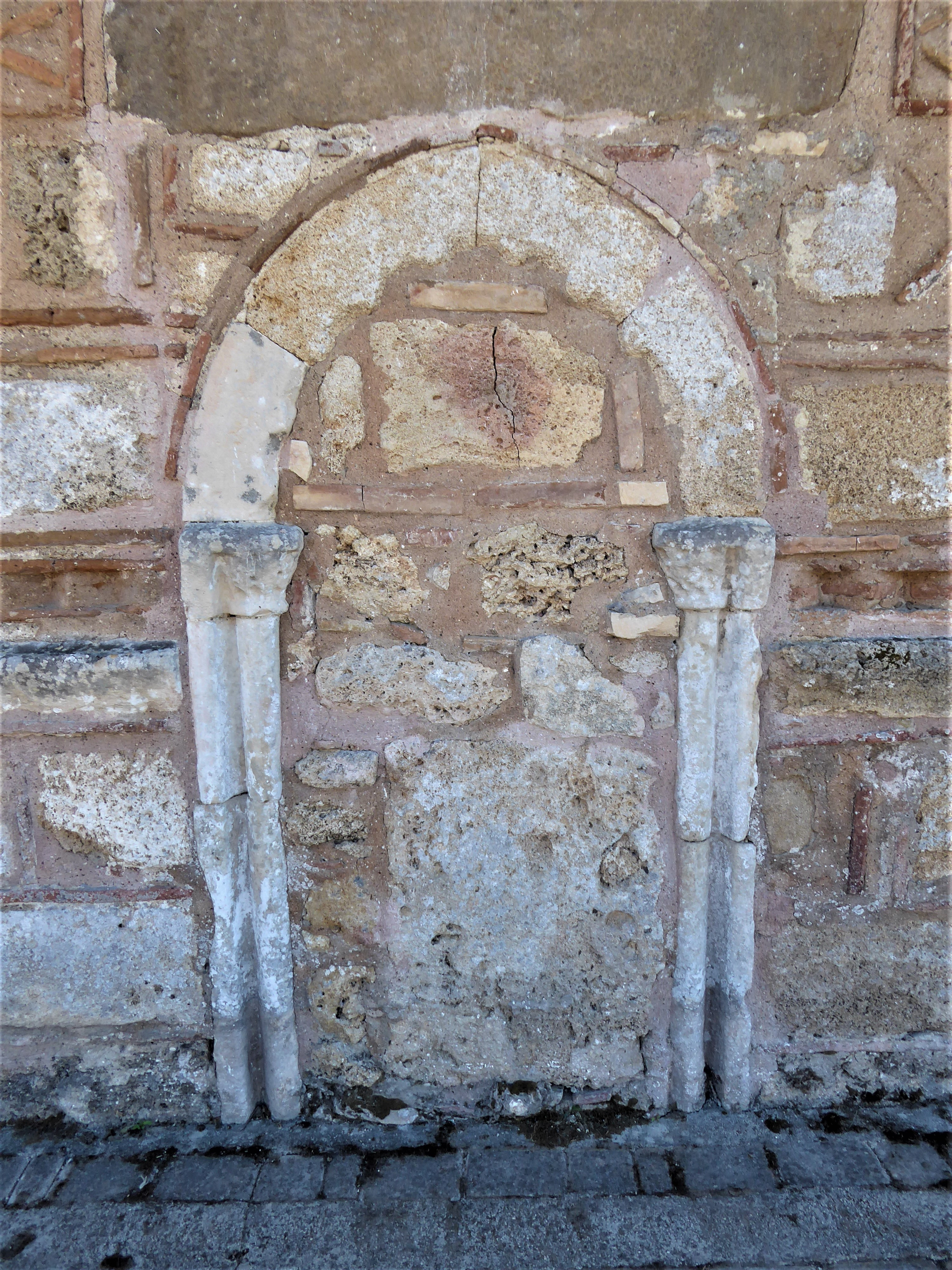
Gotisches Portal
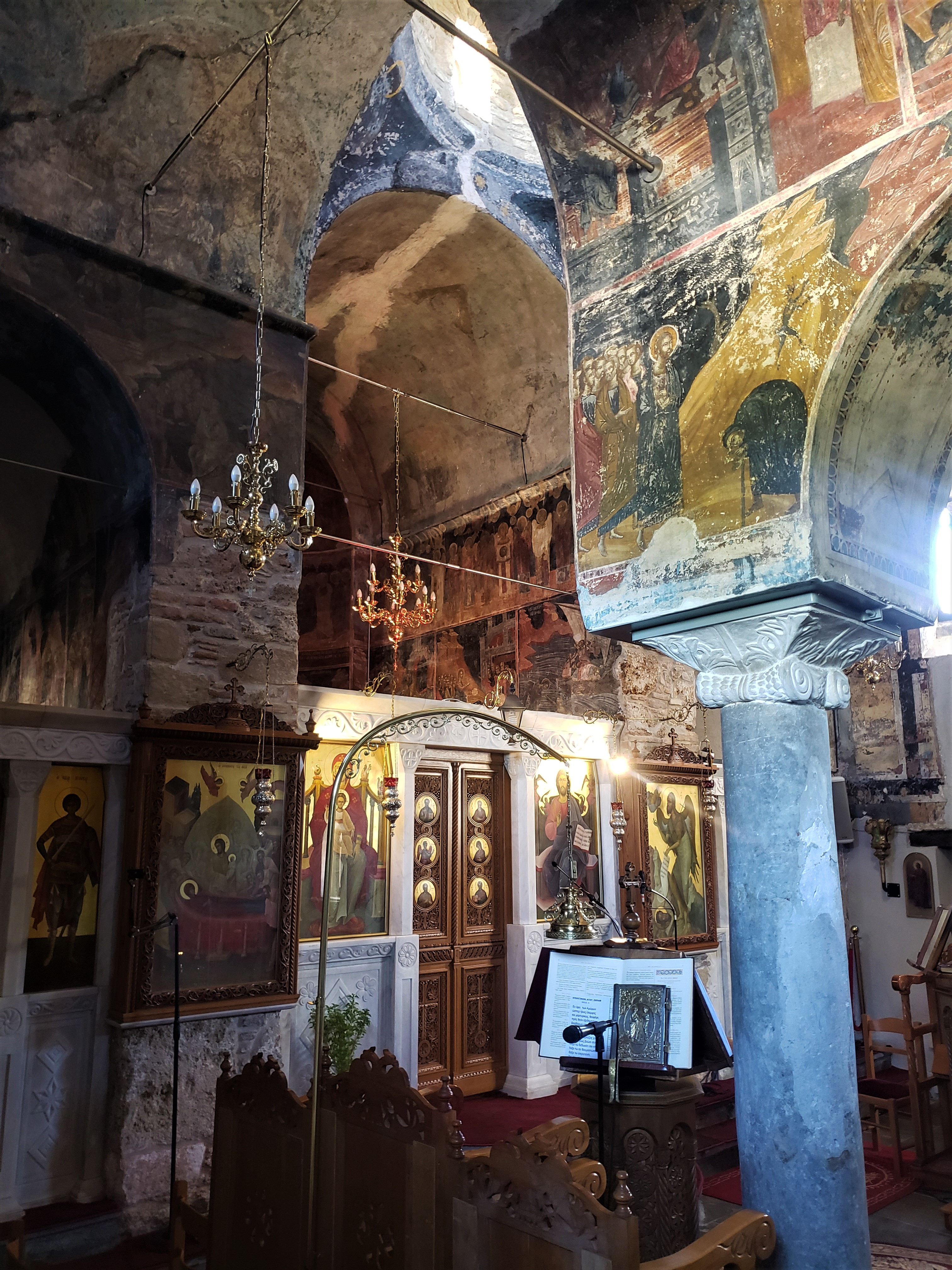
Inneres vom nördlichen Seitenschiff aus
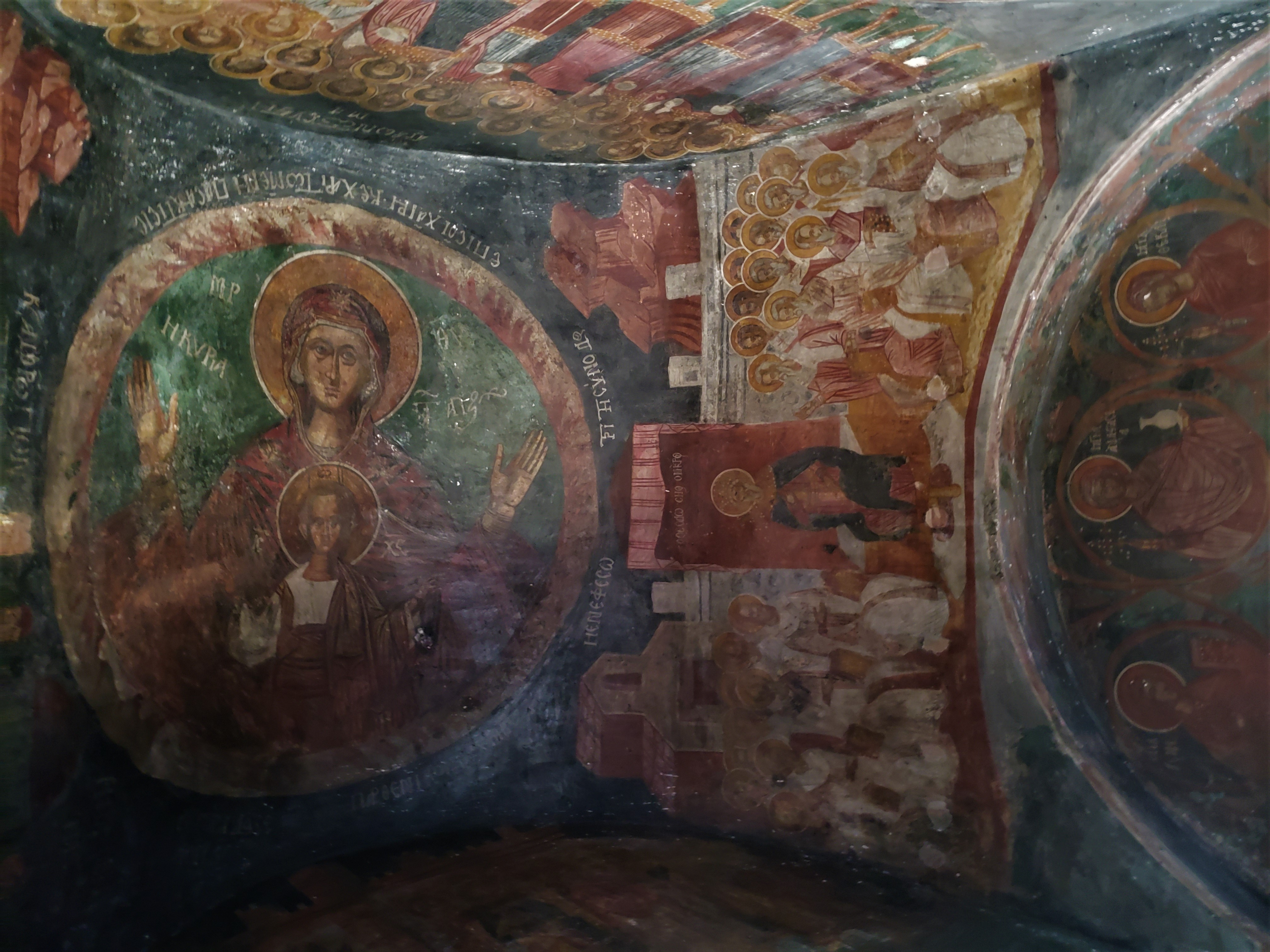
Deckenfresken